# Once (Roy Harper)
Once è il sedicesimo album di Roy Harper

## Tracce
1. Once – 8:11
2. Once in the Middle of Nowhere – 0:57
3. Nowhere to Run To – 4:54
4. The Black Cloud of Islam – 3:00
5. If – 3:19
6. Winds of Change – 1:29
7. Berliners – 7:18
8. Sleeping at the Wheel – 4:17
9. For Longer Than It Takes – 4:19
10. Ghost Dance – 3:52